# Spirofrondicularia
Spirofrondicularia es un género de foraminífero bentónico de la subfamilia Polymorphininae, de la familia Polymorphinidae, de la superfamilia Polymorphinoidea, del suborden Lagenina y del orden Lagenida. Su especie-tipo es Polymorphina frondicularioides. Su rango cronoestratigráfico abarca desde el Tithoniense (Jurásico superior) hasta el Aptiense (Cretácico inferior).

## Discusión
Clasificaciones previas incluían Spirofrondicularia en la superfamilia Nodosarioidea.

## Clasificación
Spirofrondicularia incluye a las siguientes especies:
- Spirofrondicularia dimitrii †
- Spirofrondicularia frondicularioides †